# Ой там на горі церкву будують
«Ой там на горі церкву будують» — традиційна колядка Рівненщини. Поліська культура відрізняється своєю архаїчністю і консервативністю завдяки особливостям ландшафту і важкодоступності цього регіону. У колядці збереглися дохристиянські мотиви оспівування астральних світил. На думку дослідника Миколи Сумцова, завдання колядок полягає «переважно у прославленні сил і явищ природи. Головну роль у них відіграє сонце». Загалом у різдвяних гімнах астральні символи — Сонце, Місяць і Зорі — посідають важливе місце. (Пор. «Ой сивая та і зозуленька»).
Єдиним християнським символом тут виступає церква. Однак, на думку Михайла Грушевського, храм заступив більш ранній образ світового дерева.

## Текст
Ой там на горі
 Церкву будують.
Приспів:
 Дай йому,
 Дай йому, Боже,
 Щастя, здоров'я
 Його дому.
 Церкву будують 
 З трьома верхами.
Приспів: 
 З трьома верхами,
 З трьома вікнами.
Приспів:
 Перше віконце -
 То ясен місяць.
Приспів:
 Друге віконце -
 То ясне сонце.
Приспів:
 Третє віконце -
 То ясні зорі.